# Leichtathletik-Weltmeisterschaften 2017/Teilnehmer (Serbien)
| Gelbes Symbol für Goldmedaillen mit stilisierten Olympischen Ringen | Graues Symbol für Silbermedaillen mit stilisierten Olympischen Ringen | Braundes Symbol für Bronzemedaillen mit stilisierten Olympischen Ringen |
| ------------------------------------------------------------------- | --------------------------------------------------------------------- | ----------------------------------------------------------------------- |
| —                                                                   | —                                                                     | —                                                                       |

Von Serbien wurden fünf Athletinnen und drei Athleten für die Leichtathletik-Weltmeisterschaften 2017 in London nominiert.

## Ergebnisse

### Frauen

#### Laufdisziplinen
| Athlet          | Disziplin | Vorlauf     | Vorlauf | Halbfinale         | Halbfinale         | Finale             | Finale             |
| Athlet          | Disziplin | Zeit        | Platz   | Zeit               | Platz              | Zeit               | Platz              |
| --------------- | --------- | ----------- | ------- | ------------------ | ------------------ | ------------------ | ------------------ |
| Tamara Salaški  | 400 m     | 52,13 s     | 23      | nicht qualifiziert | nicht qualifiziert | nicht qualifiziert | nicht qualifiziert |
| Amela Terzić    | 1500 m    | 4:08,55 min | 22      | nicht qualifiziert | nicht qualifiziert | nicht qualifiziert | nicht qualifiziert |
| Teodora Simović | Marathon  |             |         |                    |                    | 2:59:01 h          | 75                 |

#### Sprung/Wurf
| Athletin          | Disziplin  | Qualifikation | Qualifikation | Finale             | Finale             |
| Athletin          | Disziplin  | Weite         | Platz         | Weite              | Platz              |
| ----------------- | ---------- | ------------- | ------------- | ------------------ | ------------------ |
| Ivana Španović    | Weitsprung | 6,62 m        | 4             | 6,96 m             | 4                  |
| Dragana Tomašević | Diskuswurf | 57,78 m       | 19            | nicht qualifiziert | nicht qualifiziert |

### Männer

#### Laufdisziplinen
| Athlet       | Disziplin    | Vorlauf | Vorlauf | Halbfinale | Halbfinale | Finale | Finale |
| Athlet       | Disziplin    | Zeit    | Platz   | Zeit       | Platz      | Zeit   | Platz  |
| ------------ | ------------ | ------- | ------- | ---------- | ---------- | ------ | ------ |
| Milan Ristić | 110 m Hürden | DSQ     | −       | –––        | –––        | –––    | –––    |

#### Sprung/Wurf
| Athlet     | Disziplin  | Qualifikation | Qualifikation | Finale             | Finale             |
| Athlet     | Disziplin  | Weite         | Platz         | Weite              | Platz              |
| ---------- | ---------- | ------------- | ------------- | ------------------ | ------------------ |
| Lazar Anić | Weitsprung | 7,71 m        | 23            | nicht qualifiziert | nicht qualifiziert |

#### Zehnkampf
| Athlet       | Disziplin | 100 m      | Weitsprung | Kugelstoßen | Hochsprung | 400 m      | 110 m Hürden | Diskuswurf | Stabhochsprung | Speerwurf | 1500 m | Punkte | Platz |
| ------------ | --------- | ---------- | ---------- | ----------- | ---------- | ---------- | ------------ | ---------- | -------------- | --------- | ------ | ------ | ----- |
| Mihail Dudaš | Ergebnis  | 10,75 s SB | 7,46 m SB  | 13,02 m     | 2,02 m SB  | 48,08 s SB | DSQ          | 43,23 m    | DNS            | −         | −      | DNF    | −     |
| Mihail Dudaš | Punkte    | 917        | 925        | 668         | 822        | 905        | 0            | 730        | 0              | −         | −      | DNF    | −     |